# Vương Xuân Ninh
Vương Xuân Ninh (tiếng Trung giản thể: 王春宁, bính âm Hán ngữ: Wáng Chūn Níng, sinh tháng 3 năm 1963, người Hán) là tướng lĩnh Quân Giải phóng Nhân dân Trung Quốc. Ông là Thượng tướng Quân Giải phóng Nhân dân Trung Quốc, Ủy viên Ủy ban Trung ương Đảng Cộng sản Trung Quốc khóa XX, Ủy viên dự khuyết khóa XIX, hiện là Tư lệnh Lực lượng Vũ cảnh Trung Quốc. Ông nguyên là Tham mưu trưởng Lực lượng Vũ cảnh; Thường vụ Thành ủy Bắc Kinh, Tư lệnh Lực lượng Vệ binh Bắc Kinh; Quân đoàn trưởng Tập đoàn quân 12 Lục quân Quân khu Nam Kinh.
Vương Xuân Ninh là đảng viên Đảng Cộng sản Trung Quốc, học vị Cử nhân Khoa học, nghiên cứu sinh. Ông xuất thân trong một gia đình sĩ quan quân đội, có sự nghiệp thời gian dài ở Lục quân Trung Quốc trước khi tham gia lãnh đạo Vũ cảnh Trung Quốc.

## Xuất thân và giáo dục
Vương Xuân Ninh sinh tháng 3 năm 1963 tại thủ phủ Nam Kinh, tỉnh Giang Tô, nguyên quán tại huyện Mưu Bình, nay là quận Mưu Bình, địa cấp thị Yên Đài, tỉnh Sơn Đông, Cộng hòa Nhân dân Trung Hoa. Ông sinh ra trong một gia đình cách mạng, là con trai của Vương Vĩnh Minh, về sau là Trung tướng Lục quân, Phó Chính ủy Quân khu Nam Kinh. Vương Xuân Ninh lớn lên ở Nam Kinh, trúng tuyển và nhập học Đại học Quốc phòng Trung Quốc vào tháng 9 năm 1981, tốt nghiệp Cử nhân Khoa học vào tháng 7 năm 1985. Sau đó, ông là nghiên cứu sinh tại chức các giai đoạn ở Đại học Quốc phòng, được cử sang Nga tham gia nghiên cứu tại Học viện Quân sự Bộ Tổng tham mưu Nga. Ông được kết nạp Đảng Cộng sản Trung Quốc vào tháng 4 năm 1986.

## Sự nghiệp

### Các giai đoạn
Tháng 7 năm 1985, sau khi tốt nghiệp đại học, Vương Xuân Ninh bắt đầu sự nghiệp của mình, là sĩ quan quân đội công tác ở Lục quân Trung Quốc. Những năm đầu, ông đảm nhiệm vị trí tham mưu trưởng trung đoàn, tham mưu trưởng sư đoàn, phó sư đoàn trưởng, rồi nhậm chức Bộ trưởng Bộ Trang bị Tập đoàn quân 1 của Quân khu Nam Kinh, nay là Tập đoàn quân 72 Lục quân Chiến khu Đông Bộ, và sau đó là Sư đoàn trưởng Sư đoàn 1 của Tập đoàn quân 1. Năm 2009, ông được bổ nhiệm làm Tham mưu trưởng Tập đoàn quân 1, và là Phó Quân đoàn trưởng Tập đoàn quân 1 từ năm 2010, được phong quân hàm Thiếu tướng Lục quân vào tháng 6 năm 2011. Ông cũng kiêm nhiệm là Phó Tham mưu trưởng Hạm đội Đông Hải trong giai đoạn này.
Tháng 4 năm 2014, Vương Xuân Ninh được bổ nhiệm làm Quân đoàn trưởng Tập đoàn quân 12, nay là Tập đoàn quân 71 Lục quân Chiến khu Đông Bộ, chỉ huy cấp phó đại quân khu. Sau đó, tháng 8 năm 2016, ông được điều về Bắc Kinh, nhậm chức Tư lệnh Lực lượng Vệ binh Bắc Kinh, đồng thời là Phó Bí thư Đảng ủy Vệ binh, Ủy viên Đảng ủy Lục quân Trung Quốc. Tháng 7 năm 2017, ông được phong quân hàm Trung tướng Lục quân, và vào tháng 10 năm 2017, ông tham gia đại hội đại biểu toàn quốc, được bầu làm Ủy viên dự khuyết Ủy ban Trung ương Đảng Cộng sản Trung Quốc khóa XIX tại Đại hội Đảng Cộng sản Trung Quốc lần thứ 19. Ngày 5 tháng 1 năm 2020, ông được bầu vào Ban Thường vụ Thành ủy Bắc Kinh.

### Lực lượng Vũ cảnh
Tháng 4 năm 2020, Vương Xuân Ninh được điều chuyển sang Lực lượng Vũ cảnh, nhậm chức Tham mưu trưởng Lực lượng Vũ cảnh. Đến tháng 12, Quân ủy Trung ương quyết định bổ nhiệm ông làm Tư lệnh Lực lượng Cảnh sát Vũ trang Nhân dân Trung Quốc, đồng thời ông được nhà lãnh đạo Tập Cận Bình phong quân hàm Thượng tướng vào ngày 18 tháng 12 cùng năm. Giai đoạn đầu năm 2022, ông được bầu làm đại biểu tham gia Đại hội Đảng Cộng sản Trung Quốc lần thứ XX từ đoàn Quân Giải phóng và Vũ cảnh với tư cách là người đứng đầu Vũ cảnh. Trong quá trình bầu cử tại đại hội, ông được bầu làm Ủy viên Ủy ban Trung ương Đảng Cộng sản Trung Quốc khóa XX.

## Lịch sử thụ phong quân hàm
| Quân hàm |             |             | Thượng tướng |  |  |  |  |  |  |  |  |
| Cấp bậc  | Thiếu tướng | Trung tướng | Thượng tướng |  |  |  |  |  |  |  |  |
|          |             |             |              |  |  |  |  |  |  |  |  |